# Distichocera superba
Distichocera superba is een keversoort uit de familie van de boktorren (Cerambycidae). De wetenschappelijke naam van de soort werd voor het eerst geldig gepubliceerd in 1887 door  Jacobus Rudolfus Hendrik Neervoort van de Poll.